# Pierre-Olivier Gourinchas
Pierre-Olivier Gourinchas és un economista francès que és l'economista en cap del Fons Monetari Internacional des del 2022. Gourinchas també és professor de gestió a la Universitat de Califòrnia, Berkeley. A la Universitat de Califòrnia, també dirigeix el Clausen Center for International Business and Policy i està afiliat a la Haas School of Business. La seva recerca se centra en la macroeconomia, en particular la macroeconomia internacional i les finances internacionals. El 2008, Gourinchas va rebre el Premi al Millor Economista Jove de França.
Pierre-Olivier Gourinchas va estudiar a l'École Polytechnique (1987–90), a l'École des Ponts et Chaussées (1990-93) i a l'Institut Tecnològic de Massachusetts (1993–96), obtenint un doctorat. Va escriure la tesi doctoral sobre tipus de canvi i consum sota la direcció d'Olivier Blanchard, Ricardo Caballero i Rudiger Dornbusch. Des de la seva graduació, Gourinchas ha ocupat càrrecs acadèmics a la Stanford Graduate School of Business de la Universitat de Princeton i, des del 2003, a la Universitat de Califòrnia, Berkeley, on és el director del Clausen Center for International Business and Policy des del 2013. A més, Gourinchas també és editor en cap de l'IMF Economic Review, editor en cap del Journal of International Economics i codirector del programa NBER International Finance and Macroeconomics. És membre de la Econometric Society.

El gener de 2022 va ser nomenat economista en cap del Fons Monetari Internacional (FMI), succeint a Gita Gopinath. L'octubre de 2023, Gourinchas va aconsellar als bancs centrals que mantinguessin la política monetària endurida, ja que malgrat algunes disminucions a finals de 2023, els riscos de la inflació per a la salut de les economies es van mantenir elevats. El gener de 2024, va publicar un informe actualitzat de les Perspectives de l'economia mundial de l'FMI en què va descriure el creixement econòmic global previst i l'estat de la inflació. Ha afirmat que el creixement econòmic dels EUA, l'estímul fiscal a la Xina i els riscos de les guerres són rellevants en les previsions de l'FMI.
Els interessos de recerca de Pierre-Olivier Gourinchas inclouen el consum, l'estalvi cautelar, les expansions de crèdit, l'anomalia de la prima a termini, els tipus de canvi i els mercats laborals. Segons IDEAS/RePEc, Gourinchas pertany al primer 2% dels economistes classificats segons la producció de la investigació.

## Publicacions destacades
- Gourinchas, P.O., Parker, J.A. (2002). Consumption over the life cycle. Econometrica, 70(1), pp. 47–89.
- Gourinchas, P.O., Farhi, E., Caballero, R.J. (2008). An Equilibrium Model of "Global Imbalances" and Low Interest Rates. American Economic Review, 98, pp. 358–393.
- Gourinchas, P.O., Rey, H. (2007). From world banker to world venture capitalist: US external adjustment and the exorbitant privilege. In: Clarida, R.H. (ed.). G7 Current Account Imbalances. Chicago: University of Chicago Press, pp. 11–66.
- Gourinchas, P.O., Rey, H. (2005). International financial adjustment. NBER Working Paper Series.
- Gourinchas, P.O., Jeanne, O. (2006). The elusive gains from international financial integration. Review of Economic Studies, 73(3), pp. 715–741.
- Gourinchas, P.O., Obstfeld, M. (2012). Stories of the twentieth century for the twenty-first. American Economic Journal: Macroeconomics, 4(1), pp. 226–265.
- Gourinchas, P.O., Valdes, R., Landerretche, O. (2001). Lending booms: Latin America and the world. NBER Working Paper Series.
- Gourinchas, P.O., Jeanne, O. (2007). Capital flows to developing countries: The allocation puzzle. NBER Working Paper Series.
- Gourinchas, P.O., Rey, H. (2014). External adjustment, global imbalances, valuation effects. In: Handbook of International Economics, vol. 4. Amsterdam: Elsevier, pp. 585–645.
- Gourinchas, P.O., Tornell, A. (2004). Exchange rate puzzles and distorted beliefs. Journal of International Economics, 64(2), pp. 303–333.
- Li, N. et al. (2010). International prices, costs, and markup differences. American Economic Review.